# (27717) 1989 CF3
A (27717) 1989 CF3 a Naprendszer kisbolygóövében található aszteroida. Eric Walter Elst fedezte fel 1989. február 4-én.